# Immutable
Immutable (с англ. — «Неизменный») — девятый студийный альбом шведской метал-группы Meshuggah, вышедший 1 апреля 2022 года на лейбле Atomic Fire Records. Альбом является самым длительным в карьере группы.

## Об альбоме
Во время тура в поддержку своего предыдущего альбома The Violent Sleep of Reason группу покинул гитарист группы, Фредрик Тордендаль, играющий в коллективе с момента основания Meshuggah. Его уход был вызван желанием основать собственную студию и закончить работу над своим первым сольным альбомом. Его заменил Пер Нильсон из Scar Symmetry. Создание нового альбома началось в октябре 2019. Когда группа начала работу над Immutable, они пригласили Тордендаля для записи гитарных соло, а в марте 2021 года объявили, что он снова вернулся в состав, и Meshuggah вошла в студию для записи альбома. На запись альбома наложила ограничения пандемия COVID-19: басист Дик Лёвгрен и гитарист Мортен Хагстрём записывались в студии Sweetspot, Фредрик Тордендаль записывал соло-партии в своей собственной студии Studio 33, а вокалист Йенс Кидман работал в своей домашней студии.
Говоря о названии и обложке альбома, барабанщик Томас Хааке говорил: «Обложка больше говорит о том, что человек как таковой неизменен и просто продолжает идти по пути саморазрушения. Отсюда и горящий человек с ножом в руке, всегда готовый к насилию».
Meshuggah анонсировали Immutable 14 января 2022 года, опубликовав 30-секундный тизер песни «Ligature Marks». 28 января группа выпустила первый сингл с альбома, «The Abysmal Eye».

## Список композиций
| №                   | Название                     | {{{extra_column}}}  | Длительность |
| ------------------- | ---------------------------- | ------------------- | ------------ |
| 1.                  | «Broken Cog»                 |                     | 5:35         |
| 2.                  | «The Abysmal Eye»            |                     | 4:55         |
| 3.                  | «Light the Shortening Fuse»  |                     | 4:28         |
| 4.                  | «Phantoms»                   |                     | 4:53         |
| 5.                  | «Ligature Marks»             |                     | 5:13         |
| 6.                  | «God He Sees in Mirrors»     |                     | 5:28         |
| 7.                  | «They Move Below»            | инструментальная    | 9:35         |
| 8.                  | «Kaleidoscope»               |                     | 4:07         |
| 9.                  | «Black Cathedral»            | инструментальная    | 2:00         |
| 10.                 | «I Am that Thirst»           |                     | 4:40         |
| 11.                 | «The Faultless»              |                     | 4:48         |
| 12.                 | «Armies of the Preposterous» |                     | 5:15         |
| 13.                 | «Past Tense»                 |                     | 5:46         |
| Общая длительность: | Общая длительность:          | Общая длительность: | 66:43        |

## Участники записи
Meshuggah
- Йенс Кидман — вокал
- Фредрик Тордендаль — гитара
- Мортен Хагстрём — гитара
- Дик Лёвгрен — бас-гитара
- Томас Хааке — ударные

Производственный персонал
- Рикард Бенгтссон — сведение
- Стаффан Карлссон — сведение
- Владо Меллер — мастеринг
- Luminokaya — обложка